# ベヴァーニャ
ベヴァーニャ（伊: Bevagna）は、イタリア共和国ウンブリア州ペルージャ県にある、人口約4,800人の基礎自治体（コムーネ）。

## 地理

### 位置・広がり

#### 隣接コムーネ
隣接するコムーネは以下の通り。
- カンナーラ
- フォリーニョ
- グアルド・カッタネーオ
- モンテファルコ
- スペッロ

### 気候分類・地震分類
ベヴァーニャにおけるイタリアの気候分類 (it) および度日は、zona D, 2004 GGである。
また、イタリアの地震リスク階級 (it) では、zona 2 (sismicità media) に分類される。

## 行政

### 分離集落
ベヴァーニャには、以下の分離集落（フラツィオーネ）がある。
- Cantalupo, Castelbuono, Gaglioli, Limigiano, Torre del Colle

## 文化・観光
「イタリアの最も美しい村」クラブ加盟コムーネである。